# Goberman
Goberman je priimek več oseb:
- Lev Solomonovič Goberman, sovjetski general
- Max Goberman, ameriški dirigent
- Karen Goberman, ameriška igralka